# 1. deild islandzka w piłce nożnej (2008)
1. deild 2008 – 54. edycja 2 poziomu rozgrywek piłki nożnej na Islandii. 
Brało w niej udział 12 drużyn, które w okresie od 12 maja do 20 września 2008 rozegrały 22 kolejki meczów. Promocję uzyskały ÍBV i Stjarnan.

## Drużyny
| Uczestnicy poprzedniej edycji                                                                                 | Uczestnicy poprzedniej edycji | Uczestnicy poprzedniej edycji | Uczestnicy poprzedniej edycji |
| --- | ----------------------------- | ----------------------------- | ----------------------------- |
| ÍBV | ÍB Vestmannaeyja              | 4                             |                               |
| KFF | Fjarðabyggð                   | 5                             |                               |
| LEI | Leiknir                       | 6                             |                               |
| ÞÓR | Þór Akureyri                  | 7                             |                               |
| NJA | Njarðvík                      | 8                             |                               |
| STJ | Stjarnan                      | 9                             |                               |
| VÍO | Víkingur Ólafsvík             | 10                            |                               |
| KA | KA Akureyri                   | 11                            |                               |
| Spadek z Úrvalsdeild                                                                                          |                               |                               |                               |
| VÍR | Víkingur Reykjavík            | 10                            |                               |
| Awans z 2. deild karla                                                                                        |                               |                               |                               |
| HAU | Haukar                        | 1                             |                               |
| SEL | Selfoss                       | 2                             |                               |
| KSL | KS/Leiftur                    | 3                             |                               |
| Oznaczenia: - kolumna pierwsza – skróty nazw drużyn, - kolumna trzecia – miejsce zajęte w poprzednim sezonie. |                               |                               |                               |

## Tabela
| Lp. | Drużyna            | M  | Z  | R | P  | B+ | B- | +/– | Pkt | Awans lub spadek         |
| --- | ------------------ | -- | -- | - | -- | -- | -- | --- | --- | ------------------------ |
| 1   | ÍBV (M, A)         | 22 | 16 | 2 | 4  | 43 | 17 | +26 | 50  | awans do Úrvalsdeild     |
| 2   | Stjarnan (A)       | 22 | 14 | 5 | 3  | 47 | 22 | +25 | 47  | awans do Úrvalsdeild     |
| 3   | Selfoss            | 22 | 14 | 4 | 4  | 54 | 36 | +18 | 46  |                          |
| 4   | KA                 | 22 | 9  | 5 | 8  | 31 | 27 | +4  | 32  |                          |
| 5   | Víkingur Reykjavík | 22 | 8  | 5 | 9  | 32 | 30 | +2  | 29  |                          |
| 6   | Haukar             | 22 | 8  | 4 | 10 | 36 | 42 | −6  | 28  |                          |
| 7   | Leiknir Reykjavík  | 22 | 7  | 5 | 10 | 33 | 40 | −7  | 26  |                          |
| 8   | Þór Akureyri       | 22 | 7  | 4 | 11 | 31 | 42 | −11 | 25  |                          |
| 9   | Fjarðabyggð        | 22 | 5  | 9 | 8  | 31 | 37 | −6  | 24  |                          |
| 10  | Víkingur Ólafsvík  | 22 | 5  | 9 | 8  | 19 | 29 | −10 | 24  |                          |
| 11  | Njarðvík (S)       | 22 | 4  | 7 | 11 | 26 | 42 | −16 | 19  | spadek do 2. deild karla |
| 12  | KS/Leiftur (S)     | 22 | 1  | 9 | 12 | 17 | 36 | −19 | 12  | spadek do 2. deild karla |

## Wyniki
| Gospodarz \ Gość   | KFF | HAU | ÍBV | KA  | KSL | LER | NJA | SEL | STJ | VÍO | VÍK | ÞÓR |
| ------------------ | --- | --- | --- | --- | --- | --- | --- | --- | --- | --- | --- | --- |
| Fjarðabyggð        |     | 2–2 | 0–1 | 2–2 | 2–1 | 2–2 | 2–2 | 2–1 | 1–2 | 0–0 | 2–2 | 2–2 |
| Haukar             | 2–4 |     | 2–0 | 0–1 | 2–0 | 0–1 | 2–2 | 1–3 | 1–5 | 1–1 | 3–1 | 1–0 |
| ÍBV                | 3–0 | 5–1 |     | 1–0 | 2–1 | 2–0 | 2–1 | 3–0 | 2–0 | 3–1 | 1–0 | 4–1 |
| KA                 | 2–2 | 2–1 | 2–1 |     | 2–1 | 6–0 | 2–1 | 2–2 | 0–1 | 1–0 | 1–1 | 1–3 |
| KS/Leiftur         | 0–1 | 1–4 | 0–1 | 0–0 |     | 1–6 | 0–0 | 1–1 | 2–2 | 0–0 | 1–1 | 0–0 |
| Leiknir Reykjavík  | 2–1 | 2–3 | 1–1 | 2–3 | 1–0 |     | 2–1 | 1–2 | 1–3 | 0–0 | 1–0 | 2–3 |
| Njarðvík           | 1–5 | 2–1 | 2–2 | 1–0 | 2–3 | 0–2 |     | 2–2 | 0–0 | 1–1 | 1–0 | 3–1 |
| Selfoss            | 4–1 | 2–0 | 3–1 | 2–1 | 3–1 | 4–2 | 4–1 |     | 1–1 | 4–0 | 1–0 | 5–2 |
| Stjarnan           | 3–0 | 4–5 | 1–0 | 1–0 | 2–1 | 2–1 | 4–2 | 6–1 |     | 3–0 | 1–2 | 1–1 |
| Víkingur Ólafsvík  | 0–0 | 2–1 | 0–2 | 2–1 | 0–0 | 1–1 | 1–0 | 4–3 | 0–0 |     | 1–2 | 2–1 |
| Víkingur Reykjavík | 2–0 | 1–2 | 1–4 | 3–1 | 1–1 | 1–1 | 3–0 | 2–3 | 1–2 | 3–2 |     | 2–1 |
| Þór Akureyri       | 1–0 | 1–1 | 0–2 | 0–1 | 3–2 | 4–2 | 3–1 | 2–3 | 0–3 | 2–1 | 0–3 |     |

## Najlepsi strzelcy
| Bramki | Strzelcy                | Drużyna           |
| ------ | ----------------------- | ----------------- |
| 17     | Sævar Þór Gíslason      | Selfoss           |
| 14     | Atli Heimisson          | ÍBV               |
| 13     | Sveinbjörn Jónasson     | Fjarðabyggð       |
| 12     | Henning Eyþór Jónasson  | Selfoss           |
| 12     | Þorvaldur Árnason       | Selfoss           |
| 11     | Jakob Spangsberg Jensen | Leiknir Reykjavík |
| 10     | Ellert Hreinsson        | Stjarnan          |
| 9      | Denis Curic             | Haukar            |
| 8      | Viðar Örn Kjartansson   | Selfoss           |
| 7      | Hreinn Hringsson        | Þór Akureyri      |

Źródło: 